# Sue Coe
Sue Coe (Tamworth, Staffordshire, 28 de noviembre de 1951) es una artista e ilustradora inglesa que trabaja principalmente en dibujo, grabado y en forma de libros ilustrados y cómics. Su trabajo se inscribe en la tradición del arte de protesta social y de contenido altamente político. Coe a menudo incluye comentarios sobre los derechos de los animales, aunque también crea obras que centralizan los derechos de los pueblos marginados y critican el capitalismo. Sus comentarios sobre los acontecimientos políticos y la injusticia social se publican en periódicos, revistas y libros. Su obra ha sido expuesta internacionalmente tanto en exposiciones individuales como colectivas y ha sido incluida en las colecciones de varios museos internacionales. Vive en el norte del estado de Nueva York.

## Biografía
Coe nació el 28 de noviembre de 1951 en Tamworth, Staffordshire, Inglaterra. Creció cerca de un matadero y desarrolló una pasión por detener la crueldad hacia los animales. Según Coe, su familia vivía directamente detrás de una granja de cerdos y estaba continuamente expuesta al hedor del matadero y los gritos de los animales.
A los 16 años, Coe comenzó a estudiar en el Chelsea College of Arts, donde se graduó con una licenciatura en 1970 a los 18 años. Seguidamente inició estudios de diseño gráfico en el Royal College of Art de Londres entre 1970 y 1973. Dado que era demasiado joven para asistir a este centro, mintió sobre su edad en la solicitud de ingreso a la universidad. Tras recibir su maestría en el Royal College of Art, Coe se trasladó a la ciudad de Nueva York, donde permaneció entre 1972 y 2001. Coe había sido profesora de arte y en 1978 decidió dedicarse por completo a la creación artística. En 2013 fue artista visitante en la Escuela de Diseño Parsons y enseñó sobre la conciencia social en el arte.

## Obras
Coe es artista gráfica y ensayista visual. Aunque trabaja principalmente en grabado e ilustración. También trabaja en otros medios visuales, incluida la pintura. Las pinturas y grabados de Coe  han sido subastados para recaudar fondos para una gran variedad de causas sociales y progresistas. Desde 1998, ha vendido obra impresa en beneficio de organizaciones de derechos de los animales. Sus influencias incluyen las obras de Chaïm Soutine y José Guadalupe Posada, Käthe Kollwitz, Francisco Goya y Rembrandt.
Coe utiliza libros y ensayos visuales para explorar diversos temas sociales, entre ellos, la agricultura industrial, el envasado de carne, el apartheid, talleres de vanguardia el complejo industrial de prisiones, el SIDA y la guerra . Coe cita a los activistas como la principal audiencia de su trabajo. Como ilustradora, es colaboradora frecuente de World War 3 Illustrated, y ha visto su trabajo publicado en The Progressive, Mother Jones, Blab, The New York Times, The New Yorker, Time Magazine, Newsweek The Nation y otros publicaciones periódicas Una de sus ilustraciones se utilizó en la portada del libro, Animals, Property, and the Law (1995) de Gary Francione, y su obra de arte también aparece en la película sobre los derechos de los animales, Earthlings.
El trabajo de Coe está vinculado a su activismo, aunque la artista reniega de la etiqueta de "artista política". Sin embargo, las obras de Coe tienen mensajes marcadamente políticos. "Police State", una exposición organizada por la Anderson Gallery de la Virginia Commonwealth University, mostró obras que ilustraban los sentimientos contra la guerra de Coe y las críticas a los gobiernos internacionales. Entre las obras incluidas estaban "Your Class Enemy (The Great Miners Strike)", "England is a Bitch" y varias ilustraciones del New York Times de Coe. Coe también manifestó sus sentimientos contra la guerra durante la Tormenta del Desierto a través de una ilustración publicada en Entertainment Weekly.
Los sujetos de la artista son las víctimas. A menudo representa realidades duras, y sus sujetos son en gran parte animales y humanos oprimidos por fuerzas sociales y políticas que escapan a su control, por ejemplo, Coe y su colaboradora Holly Metz exploran el apartheid y el asesinato de Steve Biko en Cómo suicidarse en Sudáfrica, un ensayo visual publicado originalmente por Raw Books & amp; Graphics en 1983. Sheep of Fools (2005), es una mirada horrible a las condiciones del comercio de ovejas, y Dead Meat (1996), es una pieza periodística que ilustra la brutalidad de los mataderos en toda América del Norte. Ambas son sus investigaciones narrativas más largas sobre la crueldad animal.

### Premios
Coe fue elegida miembro de la Academia Nacional de Diseño, como académica asociada en 1993, y se convirtió en académica de pleno derecho en 1994. Los premios al progreso de PETA nombran Sheep of Fools, la colaboración de Coe con Judy Brody, Libro de no ficción del año en 2005. En 2013, Dickinson College honró a Coe con el premio Dickinson College Arts Award, en reconocimiento como una figura cultural influyente en los Estados Unidos. Recibió el premio Lifetime Achievement in the Visual Arts de 2015 del Women's Caucus for Art, por su dedicación al arte y el activismo. En 2017, Coe recibió el premio SGCI Lifetime Achievement Award in Printmaking de Southern Graphics Council International (SGCI).

### Colecciones del museo
El trabajo de Coe se encuentra en las colecciones de varios museos internacionales, entre ellos: El Museo de Arte Moderno (MoMA), Museo Whitney de Arte Americano, El Museo Metropolitano de Arte, Museo Smithsonian de Arte Americano, Museo de Arte de Birmingham, Instituto de Arte de Chicago, Museo de Bellas Artes, Houston, Museo Cooper-Hewitt, Museo Stedelijk de Ámsterdam, Academia de Bellas Artes de Pensilvania, Museos de arte de Harvard, Museo de Brooklyn, Walker Art Center, y otros.

### Crítica
Coe ha sido criticado por los escritores Cary Wolfe y Steven Baker por "posicionar a la audiencia"  y usar "sentimentalismo estilístico" para incitar la indignación y respuestas específicas ilícitas de los espectadores. También ha sido criticada por usar estereotipos, creando así representaciones dimensionales de las víctimas representadas. Coe también es una dura crítica de sí misma, condenando retroactivamente a X, su compañero gráfico de la autobiografía de Malcolm X por la forma en que lo representa.

## Seleccionar exposiciones

### Individuales
- 2016 – “’The AIDS Suite, HIV-Positive Women in Prison and Other Works by Artist/Activist Sue Coe” at Cushing/Whitney Medical Library at Yale University[41]
- 2014 – "Allied Against AIDS: Sue Coe's AIDS Portfolio" work from 1994 at Pomona College Museum of Art (PCMA) at Pomona College[42]
- 2007 – "Sue Coe: Graphic Witness" at Pacific Northwest College of Art[43]
- 2002 – "Commitment to the Struggle: The Art of Sue Coe" at Bell Gallery at Brown University[44]
- 1994 – "Directions: Sue Coe" at Hirshhorn Museum and Sculpture Garden[45]

### Colectivas
- 2017 – ""All Good Art is Political - the work of Käthe Kollwitz and Sue Coe" at Galerie St. Etienne in New York City[46]
- 2017 – "Expression and Repression Exhibition" a group exhibition at Kennedy Museum of Art[47]
- 2017 – “Sharp-Tongued Figuration” a group exhibition at Stedman Gallery on the Rutgers-Camden Center for the Arts at Rutgers University–Camden[48]
- 2009 – "The 184th Annual Exhibition of Contemporary American Art" at National Academy Museum, New York City[49]
- 2008 – "Make Art/Stop AIDS" a group exhibition at Fowler Museum at UCLA[50]
- 1997 – "On the Edge: Contemporary Art From the Werner and Elaine Dannheisser Collection", Museum of Modern Art (MoMA), New York City[51]